# Теплодар
Теплодар (на украински: Теплодар) е град в Южна Украйна, Одеска област.
Основан е през 1983 година. Населението му е около 9036 души.